# Schedocentrus pugifer
Schedocentrus pugifer är en insektsart som beskrevs av Max Beier 1960. Schedocentrus pugifer ingår i släktet Schedocentrus och familjen vårtbitare. Inga underarter finns listade i Catalogue of Life.